# Lógica híbrida
La lógica híbrida es un tipo de extensión de la lógica modal proposicional con mayor poder expresivo, aunque sin llegar a ser una lógica de primer orden. En lógica formal, donde hay un balance opuesto entre expresividad y complejidad computacional. La historia de la lógica híbrida comenzó con el trabajo de Arthur Prior en lógica temporal.
A diferencia de la lógica modal ordinaria, la lógica híbrida hace posible referirse a estados (mundos posibles) en fórmulas. Esto se logra mediante una clase de fórmulas llamadas "nominales", que son verdaderas exactamente en un estado, y mediante el uso del operador @, que se define de la siguiente manera:
@i p es verdadero si y solo si p es verdadero en el estado único nombrado por el nominal i (es decir, el estado donde i es verdadero).
Existen lógicas híbridas con operadores adicionales u otros, pero @ es más o menos "estándar".
Las lógicas híbridas tienen muchas características en común con la lógica temporal (que usan construcciones nominales para denotar puntos específicos en el tiempo), y son una rica fuente de ideas para los investigadores en lógica modal moderna.  También tienen aplicaciones en las áreas de lógica de características, teoría de modelos, teoría de la demostración y análisis lógico del lenguaje natural. También está profundamente conectado con la lógica descriptiva porque el uso de nominales permite realizar un razonamiento asertivo ABox, así como el razonamiento, términológicamente más estándar, denominado TBox.